# 藤原猶雪
藤原 猶雪（ふじわら ゆうせつ、1891年（明治24年）1月2日 - 1958年（昭和33年）7月3日）は、大正から昭和時代の日本の仏教学者。浄土真宗大谷派の僧侶。

## 経歴・人物
愛知県海部郡津島町（現・津島市）にて生まれる。1911年（明治44年）真宗大谷大学予科を経て、1914年（大正3年）同大を卒業する。
同年より東京帝国大学で図書館学、1923年（大正12年）から国史学を学び、1921年（大正10年）から1924年（大正13年）にかけて同大学図書館司書、史料編纂官補を歴任。1924年（大正13年）東洋大学の教授となり、同図書館長を兼務。ほか大倉精神文化研究所主任、明治仏教史編纂所理事、日本教学研究所評議員、駒澤大学講師、史料編纂官などを兼任。その後、1946年（昭和21年）東洋大学長、同史学科長、文学部長、新制東洋大学教授などを歴任。この間、共立女子大学、東海同朋大学各教授などを兼任し、1955年（昭和30年）大谷派講師となった。1944年（昭和19年）文学博士（東洋大学）。

## 著作
- 『覚信尼公行実の研究』山喜房、1932年。
- 『仏教渡来史』東方書院、1934年。
- 『日本仏教史研究』大東出版社、1938年。
- 『真宗史研究 : 親鸞及び其教団』大東出版社、1939年。
- 『親鸞聖人伝絵の研究 : 本願寺聖人伝絵証註序説』法蔵館、1954年。